# Правова система Іраку
В Іраку існує мішана система права, при якій особистий статус визначається конфесійних (для мусульман - мусульманським) правом, а більшість інших відносин регулюються законодавством, що відображає європейські правові традиції.
До 1918 р. на території Іраку застосовувалося право Османській імперії, яке в більшості галузей після 1840 слід було французькі зразки . Англійські влади в період мандата (1920-1930 рр.) Не стали вносити кардинальних змін в правову систему Іраку, тому турецькі кодекси продовжували діяти вже як іракські. Лише у окремих галузях норми англійської права зайняли панівні позиції (приміром, у кримінальному праві у зв'язку з введенням англійцями в 1918 р. Багдадського кримінального кодексу).
У 1940-1960 рр.. успадковані від Османської імперії кодексів і законів були поступово замінені більш сучасним національним законодавством.
З приходом в 1968 р. до влади уряду партії Баас в країні проголошено курс соціалістичної орієнтації, в рамках якого проведена земельна реформа, видані нові закони про працю, соціальне забезпечення та ін Ірак націоналізував іноземні нафтові компанії, що діяли на його території.
Головним джерелом права Іраку є законодавство.
До найважливіших актів відносяться: Цивільний кодекс 1951 р., Торговий кодекс 1984 р., Цивільний процесуальний кодекс 1969 р., Кримінальний кодекс 1969 р., Кримінально-процесуального кодексу 1971 р., Трудовий кодекс 1987.
У питаннях особистого статусу мусульман застосовується Закон про особистий статус 1959 р. (зі змінами та доповненнями). Як субсидіарного джерела права застосовується мусульманська доктрина. В Іраку мають поширення відразу 3 школи мусульманського права: ханіфітського (серед арабів-сунітів), шафіїтського (серед курдів-сунітів) і джафарітская (серед арабів-шиїтів). Застосування права особистого статусу мусульман входить в юрисдикцію самостійних судів особистого статусу.